# Očrtana krožnica
Očrtana krožnica je v ravninski geometriji krožnica, ki poteka skozi vsa oglišča danega mnogokotnika. Množica točk, ki jo ta krožnica omejuje, se imenuje očrtani krog.

## Obstoj očrtane krožnice
Krožnico lahko očrtamo samo nekaterim mnogokotnikom. Če očrtana krožnica obstaja, so stranice mnogokotnika tetive krožnice, zato takemu mnogokotniku rečemo tetivni mnogokotnik. Oglišča mnogokotnika so v tem primeru sokrožne točke.
Simetrala tetive vedno poteka skozi središče krožnice. To nam omogoča konstrukcijo očrtane krožnice, pa tudi kriterij, kdaj očrtana krožnice sploh obstaja. Imejmo podan mnogokotnik:
- Najprej konstruiramo simetrale vseh stranic.
- Če se simetrale vseh stranic sekajo v isti točki, potem očrtana krožnica obstaja in ta točka je središče očrtane krožnice.
- Polmer očrtane krožnice je razdalja med središčem in poljubnim ogliščem.

Polmer očrtane krožnice je v novejših matematičnih učbenikih vedno označen z R, polmer včrtane krožnice pa z r (v starejših učbenikih je bil polmer očrtane krožnice r, polmer včrtane krožnice pa ρ).
Nekateri mnogokotniki, ki jim lahko zagotovo očrtamo krožnico:
- trikotnik
- pravokotnik
- enakokraki trapez
- pravilni mnogokotnik

## Trikotniku očrtana krožnica
Trikotnik ima značilnost, da se simetrale stranic vedno sekajo v isti točki, zato lahko trikotniku vedno očrtamo krožnico. Za polmer očrtane krožnice veljata dve pomembni formuli:
- sinusni izrek:

{\displaystyle {\frac {a}{\sin \alpha }}={\frac {b}{\sin \beta }}={\frac {c}{\sin \gamma }}=2R\!\,.}
- povezava s ploščino (p) trikotnika:

{\displaystyle r={\frac {abc}{4p}}\!\,.}

## Štirikotniku očrtana krožnica
Krožnico lahko očrtamo samo nekaterim štirikotnikom - imenujemo jih tetivni štirikotniki. 
Karakteristična za tetivne štirikotnike je značilnost, da sta nasprotna kota suplementarna.
{\displaystyle \alpha +\gamma =180^{\circ },\quad \beta +\delta =180^{\circ }\!\,.}
Za polmer štirikotniku očrtane krožnice (R) velja naslednja zveza s ploščino (p):
{\displaystyle R=\,{\frac {e(ab+cd)}{4p}}={\frac {f(ad+bc)}{4p}}\!\,.}